# 石垣港

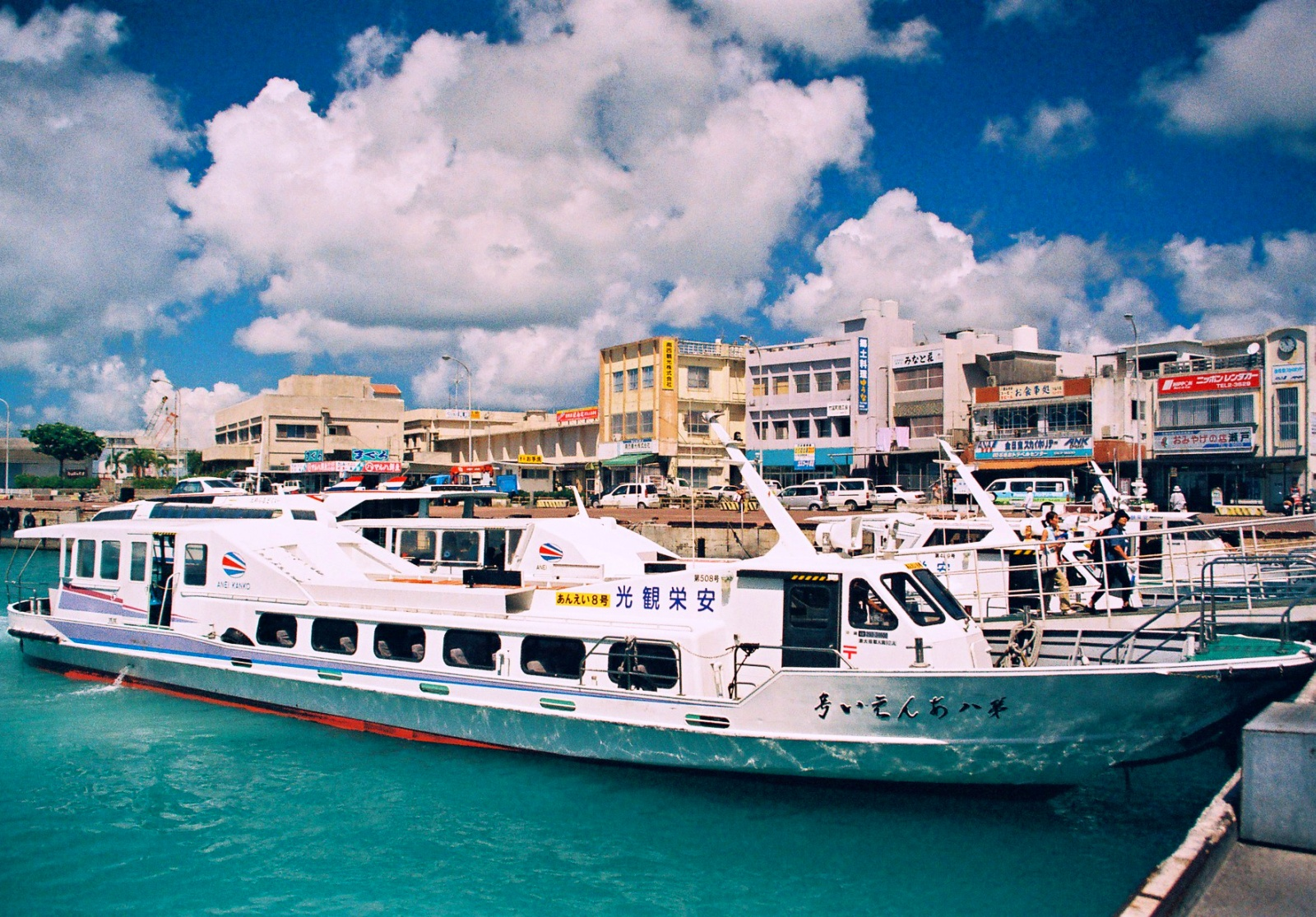
石垣港碼頭

石垣港（いしがきこう），位於沖繩縣石垣市的重要港灣。港灣管理單位是石垣市。是日本最南端的重要港灣，成為八重山群島中心港。

## 概述
石垣港為八重山群島物資聚散地的港灣，也是作為從沖繩與日本各地之間旅客往返的據點；與台灣之間互有貿易往來。

## 略史
- 1872年、正式「開港」。
- 1924年、木造碼頭動工興建。
- 1935年、混凝土碼頭修築，供20噸級的船舶得以靠岸。
- 1954年、琉球政府 指定為重要港灣。
- 1960年、港灣設施工程開始動工，在1963年完成工事。
- 1965年、3000噸級碼頭（1投錨處），1000噸級碼頭（1投錨處），500噸級碼頭（3投錨處）整備完成。
- 2001年、與台灣花蓮港結為姊妹港。
- 2004年、抗震碼頭(-9.0m)的開始興建與使用。
- 2007年、新離島航站開始使用。

## 港灣設施

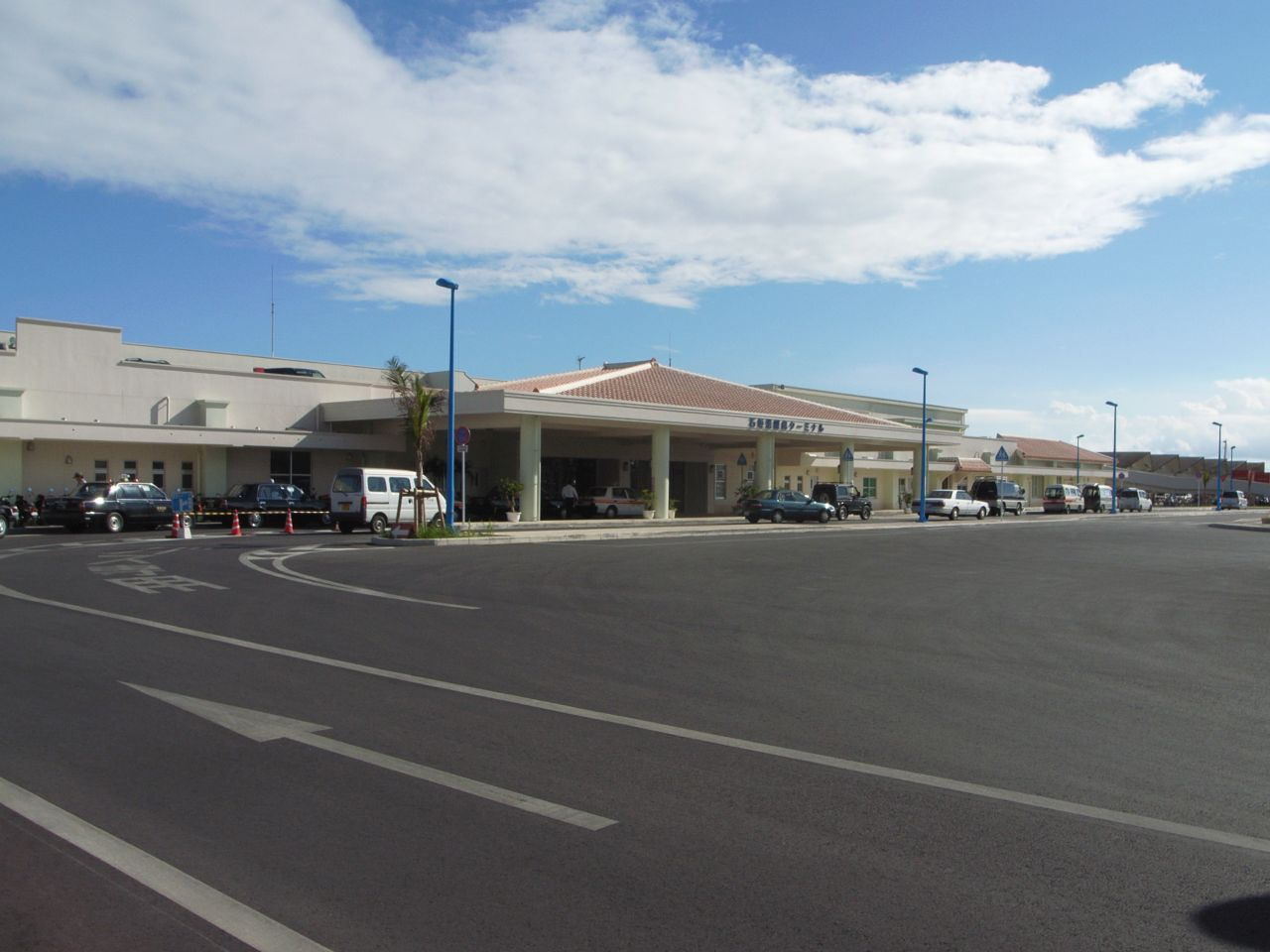
石垣港離島航站

### 碼頭
E岸壁（フェリーターミナル；Ferry-Terminal；渡輪航站）
有村產業（2008年6月停運）
: 名古屋港 → 大阪港→ 那霸港 → 平良港（宮古島） → 石垣港 → 基隆港（台灣） → 那霸港 → 石垣港 → 平良港 → 那霸港 → 名古屋港
 名古屋港 → 大阪港 → 那霸港 → 平良港 → 石垣港 → 高雄港（台灣） → 那霸港 → 名古屋港
離島航站
貨客船的起點與終點站
- 八重山觀光渡輪

- 竹富島
- 小濱島
-黑島
- 大原港（西表島）
- 上原港（西表島）
- 安榮觀光

- 竹富島
- 小濱島
- 黑島
- 大原港（西表島）
- 上原港（西表島）
- 波照間島
- 鳩間島
- 石垣島夢觀光

- 竹富島
- 小濱島
- 黑島
- 大原港（西表島）
- 波照間海運

- 波照間島
新港碼頭
遠洋航行觀光船

### 石垣港灣合同廳舎

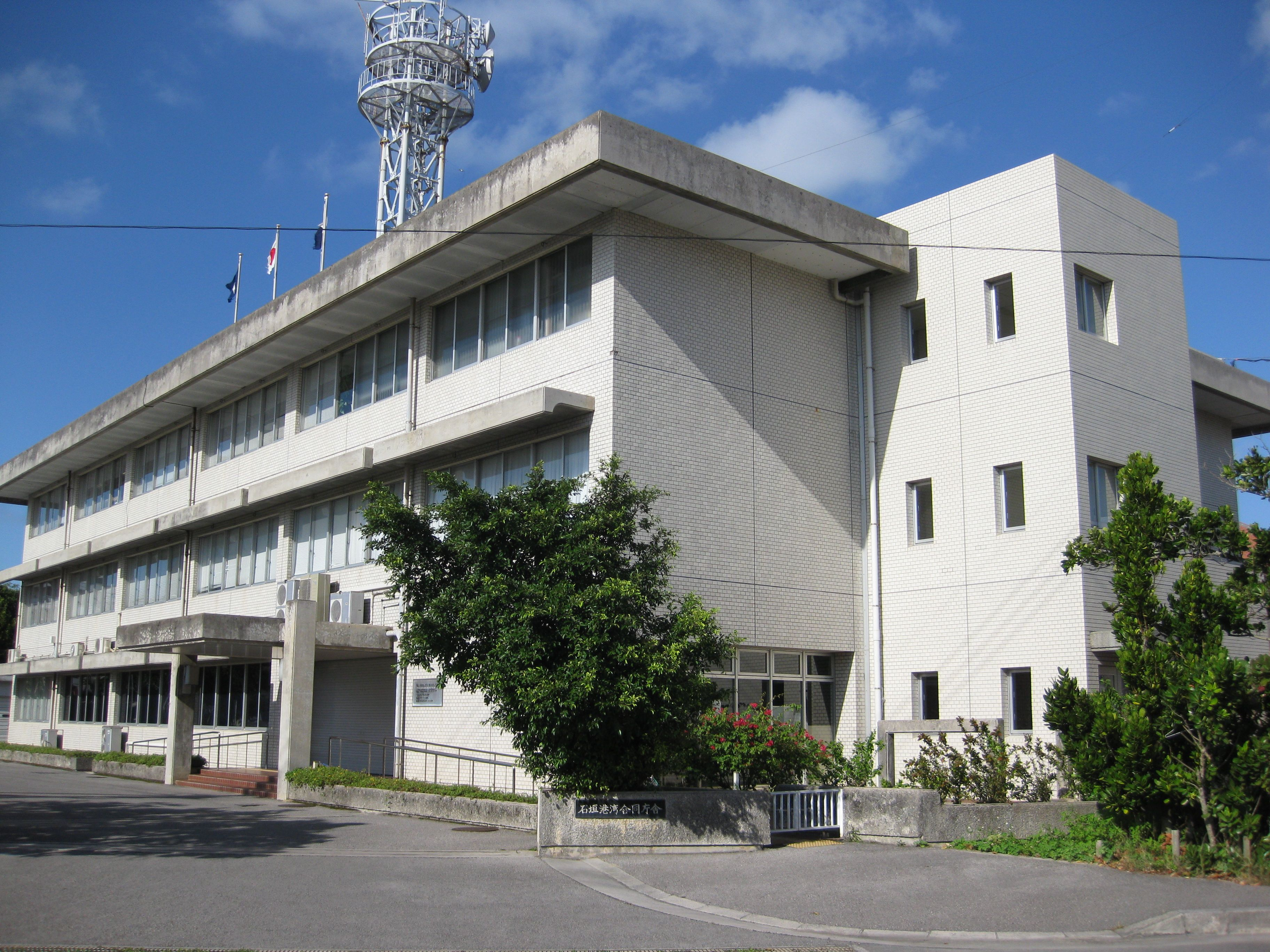
石垣港灣合同廳舎

- 第11管區海上保安本部石垣海上保安部
- 沖繩地區税關石垣稅關支所
- 那霸植物防疫事務所石垣出張所
- 福岡入國管理局那霸支局石垣港出張所

## 姊妹港
- 中華民國 花蓮港2001年10月25日締結

## 外部連結
- 國土交通省石垣港灣事務所 （页面存档备份，存于）

24°20′14″N 124°09′20″E / 24.33722°N 124.15556°E
1. ↑  . 琉球新報. 2008-05-27. （原始内容存档于2015-12-15）.
2. ↑  . 八重山毎日新聞. 2008-05-27  [2023-12-26]. （原始内容存档于2020-12-02）.